# Ashmeadiella erema
Ashmeadiella erema är en biart som beskrevs av Michener 1939. Ashmeadiella erema ingår i släktet Ashmeadiella och familjen buksamlarbin. Inga underarter finns listade i Catalogue of Life.